# Bombylius washingtoniensis
Bombylius washingtoniensis är en tvåvingeart som beskrevs av Neal L. Evenhuis 1978. Bombylius washingtoniensis ingår i släktet Bombylius och familjen svävflugor.
Artens utbredningsområde är Washington. Inga underarter finns listade i Catalogue of Life.